# Club Deportivo Virgen de Chapi FC
Virgen de Chapi FC es un club de fútbol de Perú, del distrito de Santa Anita en la ciudad de Lima, en el Departamento de Lima. Fue fundado el 22 de octubre de 1992 y actualmente participa en la Copa Perú, en la primera división de liga distrital de Santa Anita.

## Historia
Virgen de Chapi FC fue fundado el 22 de octubre de 1992 en Santa Anita, con el nombre inicial de Real San Isidro. En 1995 logra su primer título de gran envergadura al ganar el Interligas de Lima y de la Región Promocional, este logro lo clasificó a la Segunda División Peruana 1996 pero luego a final de ese año desciende a su liga de origen. En 1997 empezando desde su liga de origen, consiguió el bicampeonato del Interligas, este título le daría su revancha en la Segunda División Peruana 1998. Se mantuvo en la Segunda División Peruana hasta el 2005 año que en consecuencia de una mala campaña se fue al descenso. Virgen de Chapi, en el lapso de tiempo en la segunda división, fue apoyado por Universitario de Deportes. Parte de sus jugadores proceden de las canteras del club merengue. Por lo tanto, la indumentaria que utilizó el equipo era igual o similar al de Universitario de Deportes.  
En el 2011, el equipo del Virgen de Chapi, se basó en jugadores de sus propias canteras. Todo el plantel estaba conformado por jugadores Sub-18, pero por falta de experiencia descendió de la Primera División Distrital de Santa Anita.
En el 2012, el Club siguió confiando en las canteras, pero esta vez con algunos refuerzos por lo cual logró el campeonato y el retorno a la Primera División Distrital. Para las temporadas  2013 y 2014 , el club Virgen de Chapi se ubicó en la tercera posición del grupo B de la liga de Santa Anita, sin clasificar a las Interligas. Al año siguiente, Virgen de Chapi logra el tercer lugar de la liga, clasificando al torneo de Interligas de Lima, grupo 11. Logra al subcampeonato y pasando a la segunda fase. Durante la segunda fase, el club se enfrenta al Deportivo Escorpión de Carabayllo. En el partido de ida gana por 4 - 1. Sin embargo pierde por goleada por 5 - 0 en el encuentro de retorno y  siendo eliminado de la competencia. En el 2016, Deportivo Virgen de Chapi, logra ser subcampeón de la  Primera División Distrital de Santa Anita nuevamente, derrotando a Los Portales FC y clasifica al torneo de Interligas del mismo año. El club asciende hasta la Segunda Fase de las Interligas. Su rival de entonces fue Asociación Deportiva San Agustín. En el primer encuentro perdió por 3 - 0 y en el partido final empata 1 - 1, siendo eliminado de competencia.
Para la temporada 2017, Deportivo Virgen de Chapi logró el tercer puesto del grupo A, de la liga distrital Santa Anita y sin chances de participar al torneo de Interligas de Lima. En la temporada 2018, el club logra el campeonato de la serie B y de la liga. En la primera fase de Interligas, se posiciona primera del grupo 20. Para la segunda fase es eliminado por Sportivo AELU, por 0 - 4 y 3 - 4.
En el 2022, el Deportivo Virgen de Chapi F.C., logró ocupar el tercer puesto de la Liga Distrital de Santa Anita, accediendo al torneo de Interligas de Lima. En la primera fase el club se enfrentó a los clubes: Defensor Lubricantes, Huracán Ñaña y San Francisco de Borja. El club logró el segundo puesto de la liguilla y pasando a la segunda fase. Finalmente, el Deportivo Virgen de Chapi F.C. perdió por 1 - 0 y siendo eliminado por el club Galaxie 901 de Jesús María.

## Uniforme
- Uniforme titular: Camiseta roja y negra, pantalón negro, medias negras.

## Evolución del uniforme

### Indumentaria 1992 al 2016

#### Titular
| 1992-1997 | 1998 | 1999-2001 | 2002 | 2003 | 2004 | 2005 | 2009 | 2014/2015 | 2016 |  |

#### Alterna
| 1998 | 1999-2001 | 2003 | 2004 | 2014/2015 | 2016 |  |

### Indumentaria 2017 al presente

#### Titular
| 2017 | 2017 | 2018/2019 | 2019 | 2020/2021 | 2022 |  |

#### Alterna
| 2017/2018 | 2017-2019 | 2019/2020 | 2019/2020 |  | 2018/2021 | 2022 |  |

## Datos del club
- Temporadas en Segunda División: 9 (1996, 1998-2005)
- Mayor goleada conseguida:
  - En campeonatos nacionales de local: Virgen de Chapi 4:1 Hijos de Yurimaguas (4 de noviembre de 2001), Virgen de Chapi 4:1 Guardia Republicana (20 de julio de 2002).
  - En campeonatos nacionales de visita: Lawn Tennis 0:4 Virgen de Chapi (8 de diciembre de 2001).
- Mayor goleada recibida:
  - En campeonatos nacionales de local: Virgen de Chapi 0:5 Unión de Campeones (4 de septiembre de 2004).
  - En campeonatos nacionales de visita: Alcides Vigo 7:1 Virgen de Chapi (25 de mayo de 2002).

## Entrenadores
- Javier Kañamoto (1997-1998) Campeón Interligas de Lima 1997
- Walter La Rosa (1998)
- Oscar Dominguez (1999)
- Jorge Arteaga (1999)
- Tito Chumpitaz (2000)
- Ronald Amoretti (2001)
- Tito Chumpitaz (2002-2003)
- Miguel Seminario (2003)
- Fidel Suárez (2003-2004)
- Samuel Eugenio (2004)
- Rafael Abelardo Castañeda Castañeda (2004)
- Michael Silva (2005)
- Rchard Garrido (2005)
- Tito Chumpitaz (2006)
- Oswaldo Arce (2009)
- Javier Chirinos (2020-2023)
- Montalván (2024)

## Rivalidades
Deportivo Virgen de Chapi durante su estadía en la segunda profesional, generó una serie de rivalidades. Entre las primordiales frente al Deportivo Municipal,  Deportivo Zúñiga y Lawn Tennis . En el duelo de filiales, contra Unión de Campeones y América Cochahuayco (posteriormente conocido como Deportivo U América), ambos equipos que fueron apoyados por Universitario de Deportes. Luego con Deportivo Bella Esperanza que fue filial de Alianza Lima y Sporting Cristal B, como su nombre indica, filial del Sporting Cristal.

## Filiales

### Fútbol 7
Recientemente el Deportivo Virgen de Chapi tiene un equipo de fútbol 7 que participa en la Super Liga 7 organizada por CMD. Parte de sus jugadores son del primer equipo fútbol.
- Temporada 2017: Virgen de Chapi vs San Agustín

### División de Menores
La división de menores, es el encargado en la formación de las canteras del club para que sean incorporadas al equipo principal o para ser cedidas a otros clubes. Se formó desde 2003 a la fecha. En la actualidad, viene participación el los campeonatos de la Copa Federación en diferentes categorías desde. Adicionalmente participa en campeonatos similares.
- Copa Federación 2016: Virgen de Chapi vs Canteras Perú.
- Copa Federación 2019: Virgen de Chapi vs Deportivo Interlima.
- Torneo Clubes Federación 2021: Virgen de Chapi vs H. Chumpitaz.
- Copa Federación Elite 2022: CAIC vs. Virgen de Chapi.
- Copa Federación 2022: Virgen de Chapi vs Real Soccer.

## Nota
- El Deportivo Virgen de Chapi fue apoyado inicialmente por Alianza Lima, para el campeonato de la Segunda División del Perú, en 1998. Por lo cual usó un uniforme semejante al cuadro íntimo.

## Palmarés

### Torneos regionales
| Competición regional                            | Títulos                 | Subcampeonatos |
| ----------------------------------------------- | ----------------------- | -------------- |
| Liga Departamental de Lima (1/0)                | 1995.                   |                |
| Interligas de Lima (2/0)                        | 1995, 1997.             |                |
| Liga Distrital de Santa Anita (4/2)             | 1995, 2018, 2019, 2024. | 2009, 2016.    |
| Segunda División Distrital de Santa Anita (1/0) | 2012.                   |                |

### Facebook
- Club Virgen de Chapi FC en Facebook
- Clasificación Etapa Provincial, 2022

### Twitter
- Club Virgen de Chapi FC en X (antes Twitter)

- Datos: Q5789981